# Joe Gibbs (allenatore di football americano)
Joe Jackson Gibbs (Mocksville, 25 novembre 1940) è un allenatore di football americano statunitense ora ritirato che ha allenato i Washington Redskins nella National Football League (NFL) vincendo tre Super Bowl. Fu inserito nella Pro Football Hall of Fame nel 1996.

## Carriera
Conosciuto per la sua grande etica di lavoro, Gibbs costruì con i Washington Redskins ciò che Steve Sabol definì "la più varia dinastia della storia della NFL", sviluppando squadre con giocatori che avevano avuto carriere mediocri o nella media con altre squadre nella NFL. Durante il suo primo periodo come capo-allenatore nella National Football League, allenò i Redskins per dodici stagioni guidandoli a 8 apparizioni ai playoff, quattro titoli della National Football Conference e tre vittorie del Super Bowl.
Dopo essersi ritirato alla fine della stagione 1992, creò una sua squadra nella NASCAR, la Joe Gibbs Racing, che vinse tre campionati sotto la sua proprietà, uno con l'ex pilota Bobby Labonte e due con Tony Stewart. Il 7 gennaio 2004, Gibbs tornò in campo come allenatore dei Redskins firmando un contratto di cinque anni per un valore di 28,5 milioni di dollari. Allenò per altre quattro stagioni, portando due volte la squadra ai playoff, dove fu eliminata in entrambi i casi dai Seattle Seahawks. In seguito rimase con la franchigia come "consulente speciale" del proprietario Daniel Snyder.

## Palmarès

### Franchigia
- Super Bowl : 3

Washington Redskins: XVII, XXII, XXVI
- National Football Conference Championship: 4

Washington Redskins: 1982, 1983, 1987, 1991

### Individuale
- Allenatore dell'anno: 2

1982, 1983
- Formazione ideale del 100º anniversario della National Football League
- Pro Football Hall of Fame (classe del 1996)